# 반도역
반도역(일본어: 板東駅)은 일본 도쿠시마현 나루토시에 위치한 시코쿠 여객철도 나루토 선의 철도역이다. 상대식 승강장 2면 2선의 구조를 갖춘 지상역이다.

## 이용 현황
| 연도     | 하루 평균 | 연도     | 하루 평균 |
| 1995년도 | 252       | 2003년도 | 202       |
| 1996년도 | 248       | 2004년도 | 182       |
| 1997년도 | 243       | 2005년도 | 180       |
| 1998년도 | 234       | 2006년도 | 188       |
| 1999년도 | 226       | 2007년도 | 199       |
| 2000년도 | 219       | 2008년도 | 192       |
| 2001년도 | 217       | 2009년도 | 192       |
| 2002년도 | 204       | 2010년도 | 181       |
| -------- | --------- | -------- | --------- |

## 역 주변
- 나루토 시 반도 지소
- 반도 보육소
- 나루토 시립 반도 병원
- 나루토 시 가가와 도요히코 기념관

## 역사
- 1923년 2월 15일 : 아와 전기궤도(후의 아와 철도) 이케노타니 - 가지야바라 간 개업과 함께 개설.
- 1933년 7월 1일 : 아와 철도 국유화.
- 1935년 3월 20일 : 고토쿠 선 개통에 수반해 노선 명칭 변경에 의해, 고토쿠 본선의 역이 된다.
- 1987년 4월 1일 : 일본국유철도 분할 민영화에 의해, 시코쿠 여객철도가 승계.
- 1988년 6월 1일 : 선로 명칭 변경에 의해, 고토쿠 선의 역이 된다.

## 인접 역
| 시코쿠 여객철도                 | 시코쿠 여객철도 | 시코쿠 여객철도               |
| ------------------------------- | --------------- | ----------------------------- |
| T 06 아와카와바타 다카마쓰 방면 | 고토쿠 선       | 이케노타니 T 04 도쿠시마 방면 |